# Orașul vechi din Cracovia

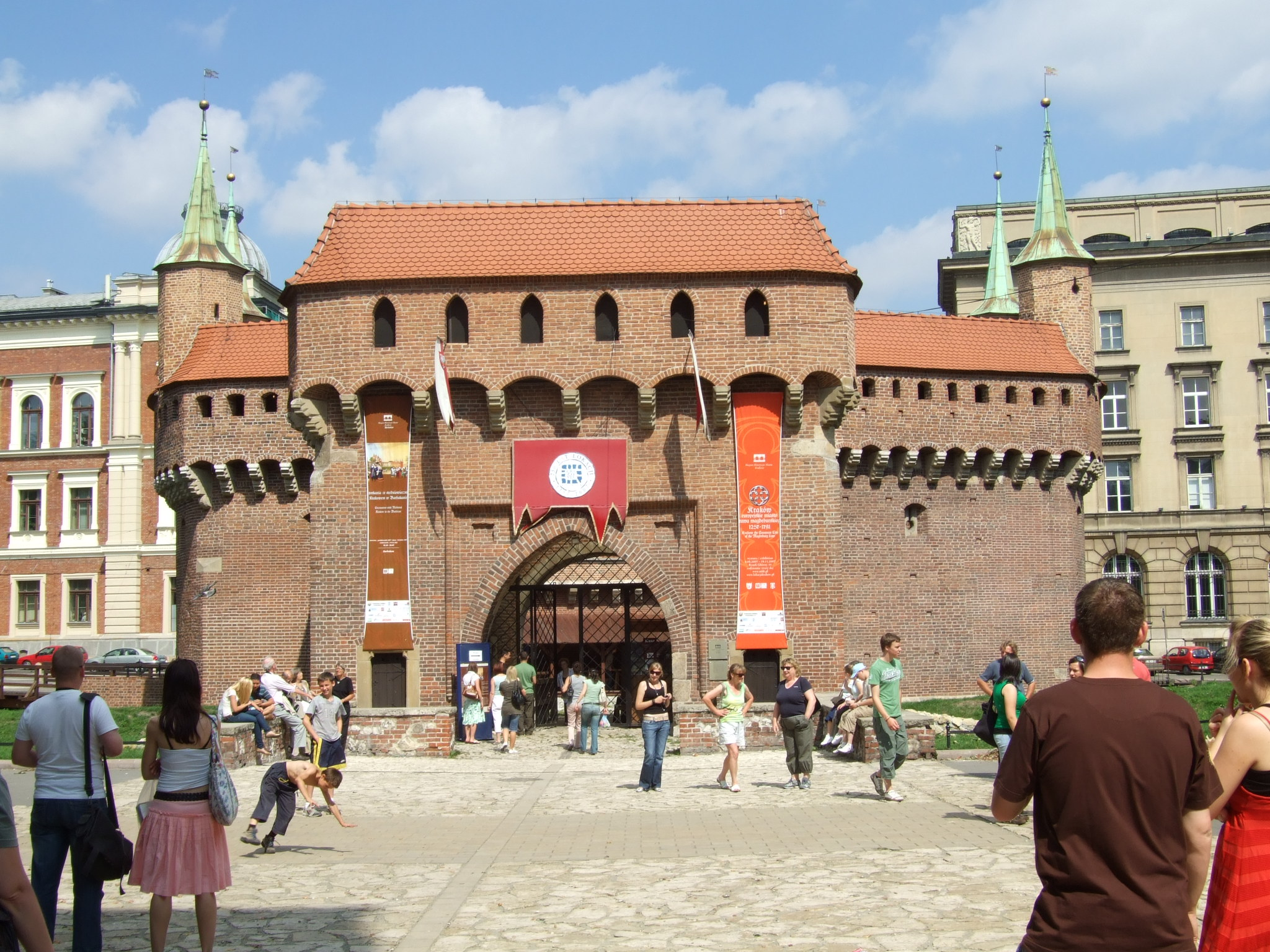
Turnul de pază al Cracoviei

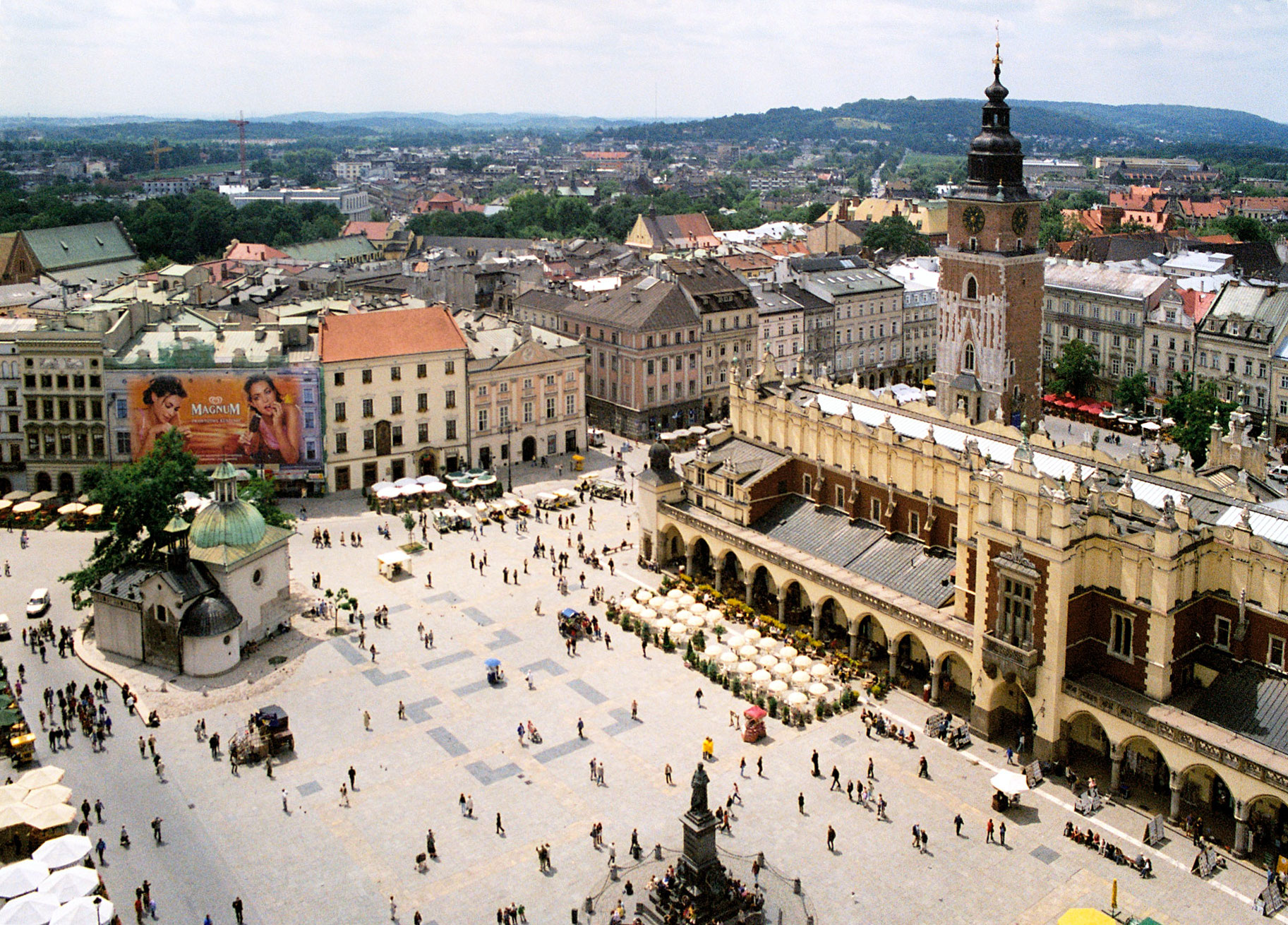
Piața Mare (vedere din Biserica Fecioara Maria)

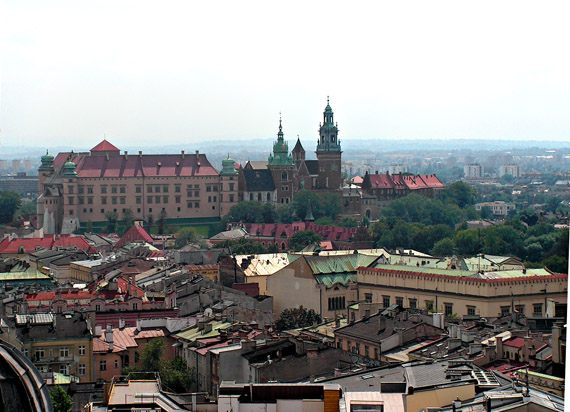
Vedere asupra Castelului Wawel din Bazilica Fecioara Maria

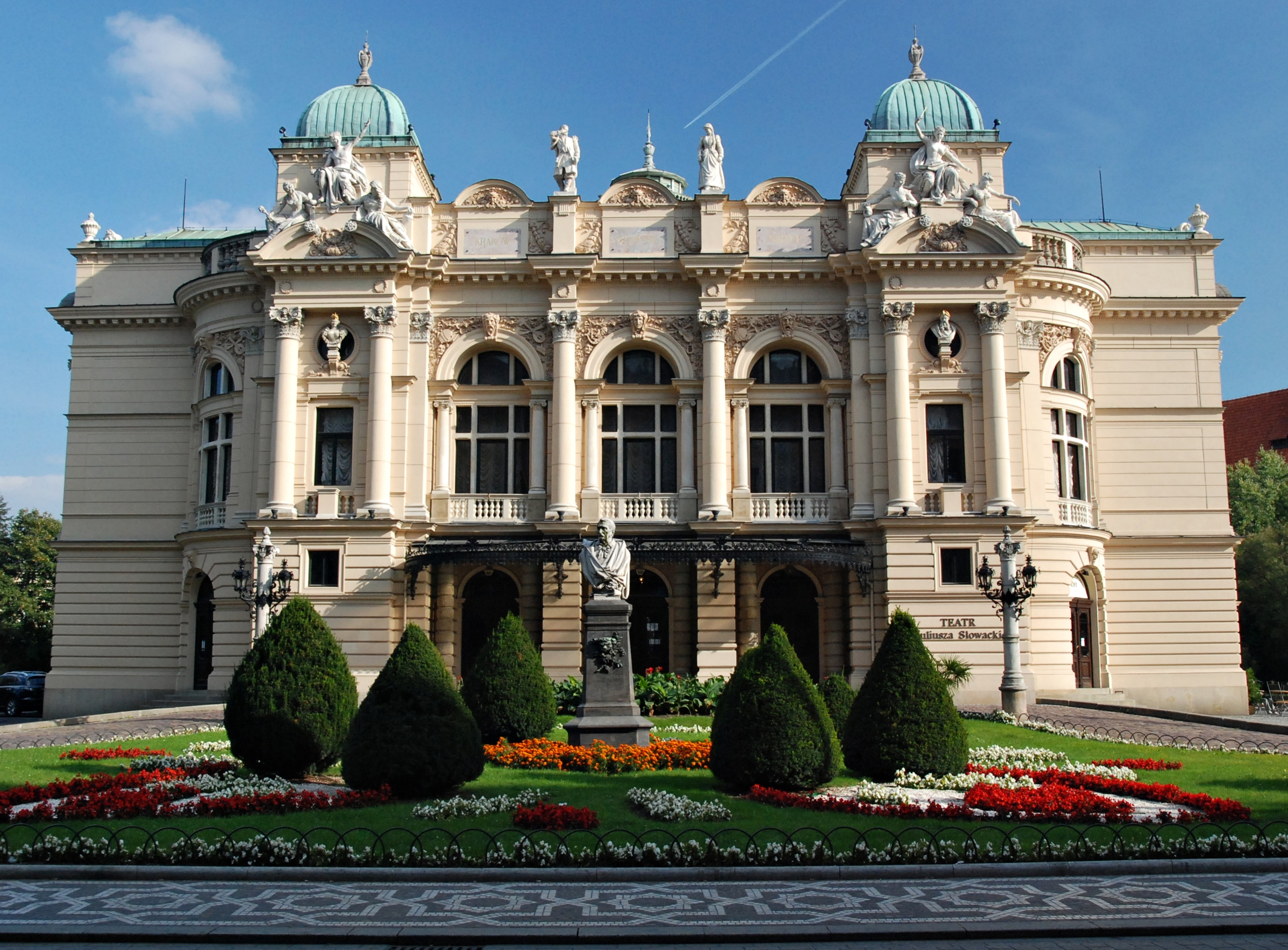
Teatrul Juliusz Słowacki

Centrul istoric sau Orașul vechi (în poloneză Stare Miasto)  al Cracoviei este sectorul istoric central al Cracoviei, Polonia. Este una dintre cele mai renumite cartiere vechi din Polonia de azi și a fost centrul vieții politice din Polonia din anul 1038 până când în 1596 regele Sigismund al III-lea Vasa și-a mutat curtea la Varșovia.
Întregul oraș vechi medieval este printre primele site-uri alese pentru Lista inițială a Patrimoniul Mondial UNESCO, înscris pe listă ca Centrul istoric al Cracoviei.
Orașul vechi (Centrul istoric) este parte a primului cartier administrativ al orașului, care este de asemenea, numit "Stare Miasto", deși acoperă o arie mai largă decât Orașul vechi în sine.
Cracovia Medievală a fost înconjurată de un  zid de apărare de 3 km completată cu 46 de turnuri și șapte intrări (porți) principale. Fortificațiile din jurul orașului vechi au fost construite de-a lungul a două secole. Actualul plan arhitectural al Stare Miasto - orașul negustorilor din secolul al XIII-lea - a fost proiectat în 1257, după distrugerea orașului în timpul invaziilor tătare din 1241, urmată de raidurile din 1259 și respinse în 1287. [4]
Cartierul are ca trăsătură distinctă Piața Centrală (Rynek Glowny), cea mai mare piață medievală europeană[5].
În vecinătatea sa există o serie de repere istorice, cum ar fi Bazilica Sf. Maria (Kościół Mariacki), Biserica Sf. Wojciech (Sf. Adalbert), Biserica Sf. Barbara, precum și alte edificii.
În Piața centrală, înconjurată de clădiri rezidențiale kamienice (case dispuse în șir) și reședințe nobiliare, se află Hala Postăvarilor (Sukiennice) construit în stil renascentist (în prezent cu magazine de suveniruri, restaurante și tarabe comerciale), cu Galeria Națională de Artă aflată sus la etaj. Acesta este flancat de Turnul Primăriei  (Wieża Ratuszowa).
Întregul cartier este străbătut de Calea Regală, traseul de încoronare traversată de regii polonezi. Traseul începe de la Biserica Sfântul Florian din afara flancului nordic al zidurilor orașului vechi, în suburbia medievală Kleparz, trece prin Turnul de pază, construit în 1499, și intră în Stare Miasto prin Poarta Florian.
Se duce în jos strada Floriańska  prin Piața Centrală, și până Grodzka la Wawel, fostul sediu al regilor polonezi, cu vedere spre râul Vistula.
În secolul al XIX-lea cea mai mare parte a fortificației care înconjura Orașul Vechi a fost dărâmată. șanțul care înconjura zidurile a fost umplută cu pământ și transformat într-o centură verde, cunoscută sub numele de Parcul Planty.

## Istoric

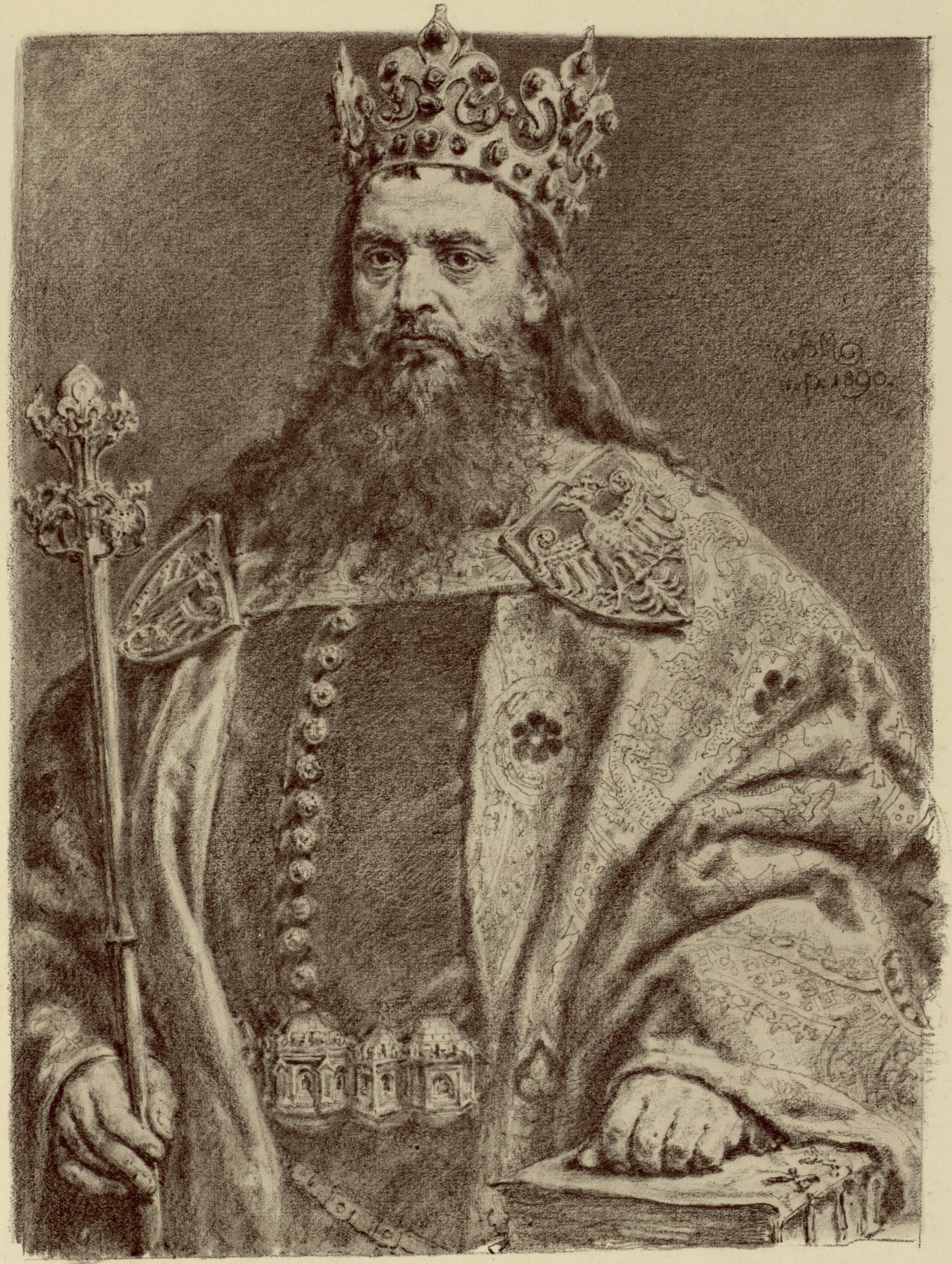
Cazimir al III-lea, pictură de Jan Matejko

Prima mențiune a Cracoviei datează din a doua jumătate a secolului al IX-lea. Orașul a fost descris de istoricul și geograful arab  al-Masudi în jurul anului 943 din Cairo, în lucrarea „Câmpiile de aur și minele lor de pietre prețioase”. Până la sfârșitul secolului al X-lea orașul a fost încorporat în Statul polonez sub domnia dinastiei Piaștilor. Titlul de episcopie a fost acordat Cracoviei în 1000 și din acel moment, a devenit reședința regilor polonezi în următoarele secole. Istoria orașului vechi din Cracovia se învârte în principal în jurul Orașului Vechi (Centrul istoric) din zilele noastre. Aici au fost depozitate și păstrate însemnele regalității.
În jurul anului 700 d.Hr., triburile locale au inițiat procesul de formare a statului Vistulan prin unire. Numeroase vestigii ale unui dig pământ odată masiv înconjoară Dealul Wawel supraviețuit până în ziua de azi. O ladă cu 4.200 de securi de fier greutate de aproximativ 4 tone a fost găsită în subsolul unei case pe str. Kanoniczna nr.19. Aceste securi erau cunoscute sub numele de "płacidłos", care este un cuvânt derivat din verbul polonez "płacić" - a plăti.
Aceste securi foloseau ca un mijloc de plată principal în țara vecină Moravia. Valoarea comorii din ladă este cea mai mare descoperită până acum și mărturisește bogăția și puterea regiunii. La poalele dealului Wawel, în locul în care acum se află străzile Kanoniczna, Grodzka și alte străzi învecinate, s-au găsit urmele unei așezări Vistulane numită Okół.
Această așezare, a cărei începuturi pot fi datate cel puțin din secolul al IX-lea, a fost înconjurată de o palisadă enormă de stejar și, în locul unde se află acum străzile Straszewska și Sf. Gertrude.
Aproape de Piața Centrală - în special lângă Biserica Sf. Wojciech și Biserica Sf. Maria și strada Bracka - o altă descoperire a fost făcută. Au fost descoperite relicve ale atelierelor artizanale și a caselor de locuit care au fost inițial ridicate lângă Vistula. Mai mult decât atât, sub Biserica Sf. Wojciech au fost descoperite rămășițele unei biserici de lemn. În acele zile Vistula a avut mai multe brațe, care la rândul lor au format mai multe insule mici în centrul Cracoviei. Kazimierz a fost una dintre aceste insule. De asemenea, este posibil ca Okół, Wawel și Piața Centrală să fi fost insule separate de terenul principal prin șanțuri sau de brațe ale Vistulei. De asemenea, multe structuri au fost găsite la Wawel, dar este extrem de dificil să se stabilească când au fost construite.
Reședința episcopală la Wawel și curtea prințului au oferit o atmosferă intelectuală puternică. Încă din secolul al XIV-lea, Cracovia a fost locul de încoronare regală. Sub Cazimir al III-lea al Poloniei a fost fondată Universitatea Jagiellonă, una dintre cele mai vechi instituții de învățământ superior din Europa.
În 1380 tronul Poloniei a fost încredințat prințului Vladislav al II-lea al Poloniei, soțul Reginei Hedviga de Anjou. Jagiełło a fondat următoarea dinastie poloneză, dinastia Jagiellon. Cracovia a devenit instantaneu capitala unei monarhii mari, care a propulsat dezvoltarea politică și culturală a orașului. Mulți mari artiști la acel moment au venit în Cracovia și au creat în acest oraș.
Renașterea
Orașul vechi s-a dezvoltat considerabil în timpul Renașterii. Acesta a fost atunci când, de exemplu, Catedrala Wawel a fost reconstruită pentru a include caracteristicile arhitecturale ale renașterii italiene. Bona Sforza, a doua soție a lui Sigismund I al Poloniei, i-a cerut lui Bartolomeo Berrecci, Francisco Florentian, Giovanni Maria Padovano, Santi Gucci și altora să îndeplinească această sarcină. Ca rezultat, strada Kanoniczna a devenit o parte a orașului vechi. Poartă multe caracteristici, care sunt tipice pentru acea perioadă. Cu moartea ultimului rege Jagiellon, viața politică a Poloniei a început să se mute la Varșovia.
Barocul

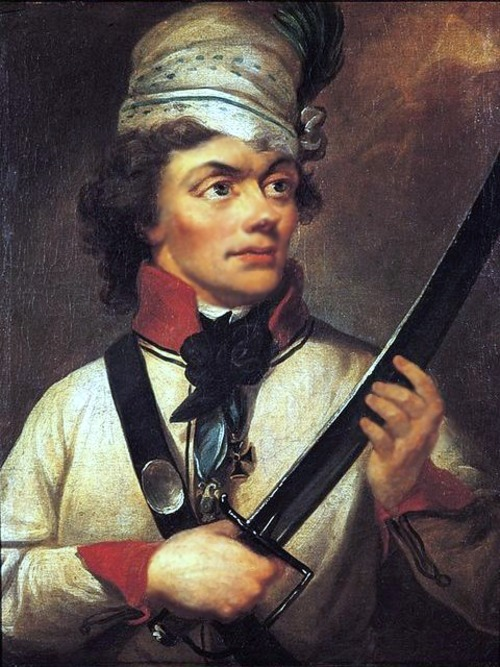
Tadeusz Kościuszko, pictură de Kazimierz Wojniakowski

Epoca barocă a apărut la începutul secolului al XVII-lea. În Polonia Sigismund al III-lea Vasa a devenit un patron proeminent al artelor. Sub conducerea sa, arhitectul Giovanni Trevano lucrat în Cracovia și a reproiectat Biserica Sf. Petru și Pavel în stil baroc. În această perioadă, orașul vechi a fost distrus de două ori în timpul unei invazii suedeze. Spre sfârșitul secolului al XVII-lea, Biserica Sf. Ana, Cracovia a fost construită ca și Biserica Sf. Cazimir Prințul, cunoscut pentru catacombele sale.
În prima jumătate a secolului al XVIII-lea, câteva lucrări remarcabile de artă au fost create de arhitecți, inclusiv Kacper Bażanka și Franciszek Placidi. Cultura epocii baroce a lăsat un semn de durată în această parte a orașului. Biserici gotice au fost transformate în spiritul epocii baroce și au fost dotate cu noi altare, sculpturi, și picturi.
În 1794, armatele lui Tadeusz Kościuszko s-au adunat să apere Polonia împotriva împărțirii străine. Revolta lui Kościuszko s-a încheiat cu înfrângerea lor, și în 1795 Polonia a fost dezmembrată, după care Cracovia a devenit parte a Imperiului Austro-Ungar. În ciuda acestor evoluții politice, Cracovia într-un anumit sens a rămas important pentru patrioții polonezi.
Multe monumente culturale ale orașului au devenit monumente naționale și singura reprezentare a identității naționale pentru secolul următor.
Cracovia sub dominație străină

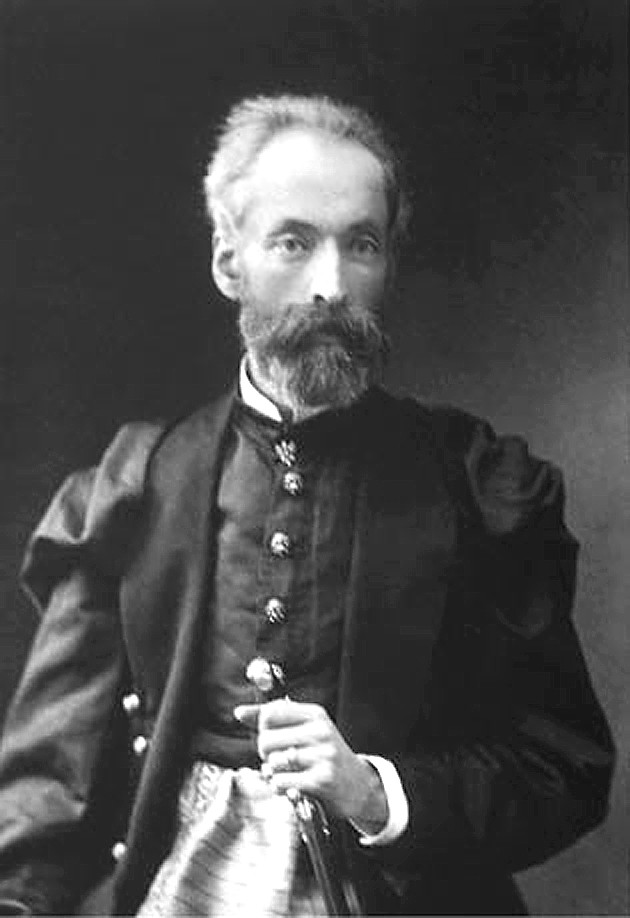
Prințul Władysław Czartoryski

În secolul al XIX-lea, împăratul austriac Francisc I al Austriei a decis să lichideze lungile fortificații neglijate ale orașului. Aceasta a fost efectuată în timpul Ducatului Varșoviei. Datorită eforturilor profesorului Feliks Radwański, partea de nord a zidurilor au fost salvate, inclusiv Turnul de pază, Poarta Florian și trei turnuri care au marcat în trecut punctul de plecare a Căii Regale de-a lungul căreia orice nou monarh făcea paradă la locul de încoronare la Catedrala Wawel. Parcul Planty a fost creat în locul fortificațiilor distruse.
În această perioadă a fost construit Teatrul Juliusz Slowacki. Acesta este situat în Piața Sfântul Duh. Teatrul a fost construit în locul unui spital vechi, fiind administrat de către Ordinul  Duhului Sfânt. Clădirea este un exemplu al stilului arhitectural eclectic polonez. În 1850 un incendiu mare, care s-a răspândit prin oraș a cauzat pagube considerabile.
În 1876 Prințul Władysław Czartoryski a dat orașului unele dintre colecțiile sale artistice și patriotice. Trei ani mai târziu, a fost înființat Muzeul Național din Cracovia. Cracovia a devenit centrul muzeologiei poloneze. Artiști celebri, cum ar fi Jan Matejko și Stanisław Wyspiański au lucrat în Orașul Vechi, care a fost, de asemenea, locul unde s-au născut numeroase mișcări de independență politică.
Al Doilea Război Mondial
La data de 06 septembrie 1939, forțele germane au intrat în Cracovia. Orașul a devenit capitala Guvernului. A început asuprirea evreilor și în Plassow a fost creat un lagăr de concentrare.
Orașul vechi a fost jefuit și multe opere de artă au fost furate. Muzee, școli și teatre au fost închise. Profesorii au fost arestați. Sinagogile au fost devastate, jefuite de obiecte de ceremonie și transformat în depozite de muniții, echipamente de stingere a incendiilor.
Pe 18 ianuarie 1945, forțele sovietice aparținând celui de-al doilea Front ucrainean, sub comanda mareșalului Ivan Konev a intrat în Cracovia forțând armata germană să se retragă. Cracovia a apărut ca un oraș liber în noua înființată Republica Populară Polonă.

## Vechiul oraș astăzi

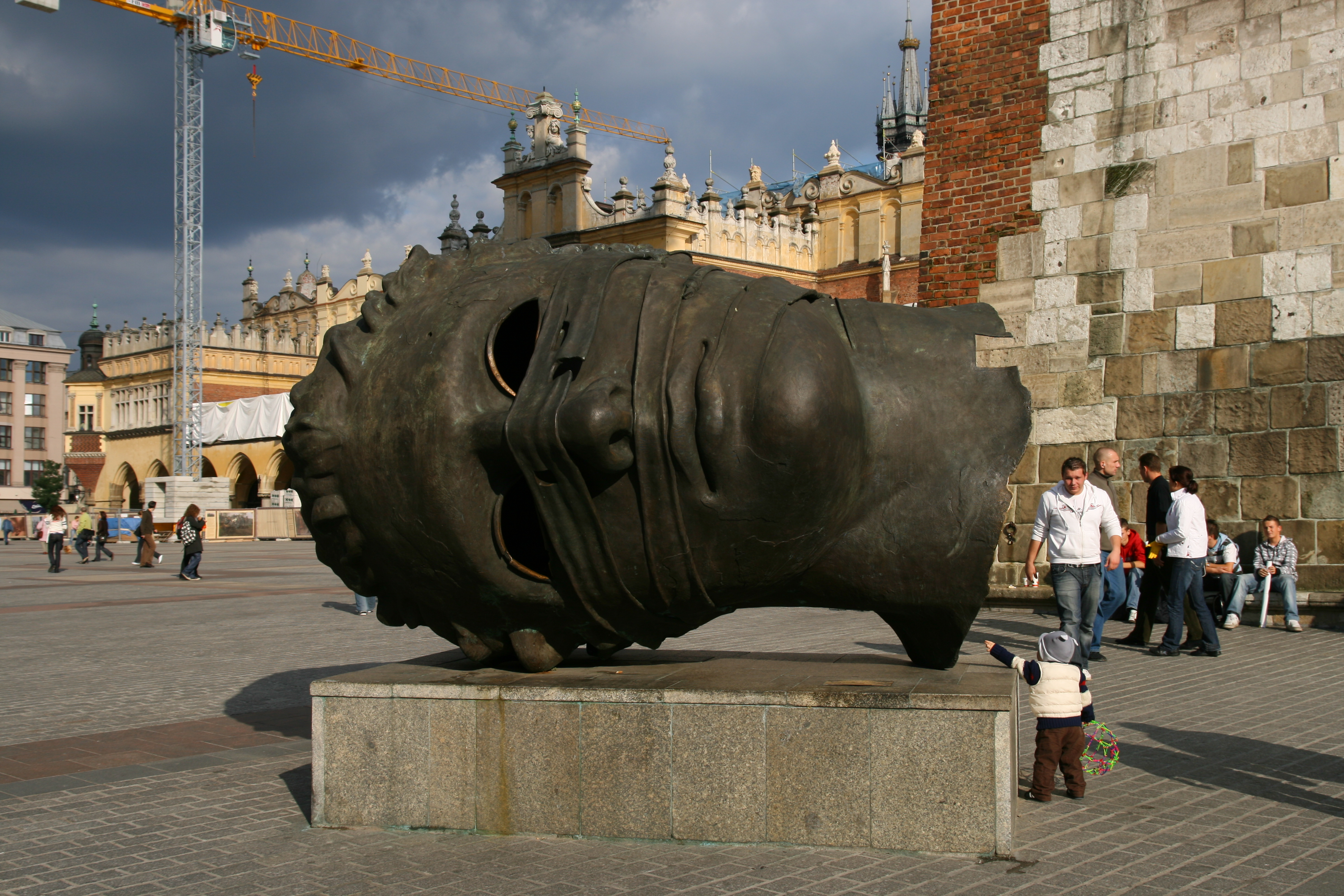
Rynek - Eros bendato

Astăzi, orașul vechi atrage vizitatori din toată lumea. Centrul istoric este unul din cele 13 locuri din Polonia, care sunt incluse în patrimoniul mondial UNESCO. Designul arhitectural al orașului vechi a supraviețuit multor cataclisme din trecut, dar și-a păstrat forma inițială, din timpurile medievale.
Pe tot parcursul anului, orașul vechi este plin de viață și aglomerat. Există mulți turiști, florari neobosiți, și trăsuri trase de cai aliniate în așteptare pentru a plimba turiștii. Locul este întotdeauna vibrant, plin cu viață în special în și în jurul Pieței centrale, una dintre cele mai mari piețe din Europa, care a fost fondată atunci când orașului i-au fost date drepturile Magdeburg în 1257. Atracții turistice, cum ar fi Turnul Primăriei, Sukiennice (de asemenea, cunoscut sub numele de Hala postăvarilor), locuințelor vechi cu magazine, și Monumentul lui Adam Mickiewicz sunt toate situate acolo.

## Monumente arhitecturale
Vechiul Oraș al Cracovia este locul pentru aproximativ șase mii de locuri istorice și mai mult de două milioane de opere de artă  Varietatea bogată în arhitectură istorică include: renașterea, barocul și clădirile gotice. Palatele biserici, teatrele și vilele din Cracovia, afișează o mare varietate de culori, detalii arhitecturale, vitralii, picturi, sculpturi, și mobilier.

#### Muzee și teatre
Multe locuri de renume de interes renovate în Orașul vechi,care atrag un flux constant de vizitatori, includ galerii, precum și serviciile de Muzeului Național din Cracovia, cum ar fi Muzeul Sukiennice, Casa memorială Jan Matejko, Muzeul Stanisław Wyspiański de pe str. Szczepanska 11 , Muzeul Czartoryski pe str. SV. Jana nr. 19, precum și Muzeul de Istorie din Cracovia (Rynek Glowny 35), cu departamentele sale: Barbican, Casa de sub Cruce cu Muzeul Teatrului,Casa Hippolitow, Turnul Primăriei, Muzeul Archdiocesean și Muzeul Arheologic. Există, de asemenea: Muzeul de Farmacie, Muzeul Teatrul Vechi și Palatul Episcopului Erazm Ciołek (pe Kanoniczna). Două teatre importante sunt de asemenea situate acolo: Teatrul Vechi, iar cel mai faimos, Teatrul Juliusz Słowacki.

#### Biserici
Lista extinsă de biserici catolice din Orașul Vechi numără: Biserica Sf. Andrei, Biserica Sf. Ana, Biserica Sf. Barbara, Biserica și Mănăstirea Franciscanilor, Biserica Sf. Egidiu, Biserica Sf. Ioan Botezătorul, Biserica Sf. Ioan Biserica evanghelică, Biserica Reformată Sf. Cazimir, Biserica Maicii Domnului, Biserica Sf. Martin, Biserica Sf. Maria, Biserica Sf. Marcu, Biserica Sf. Petru și Pavel, Biserica Piaristă, Biserica Sf. Toma, Biserica Sf. Treime (biserică dominicană) și Biserica Sf. Wojciech.

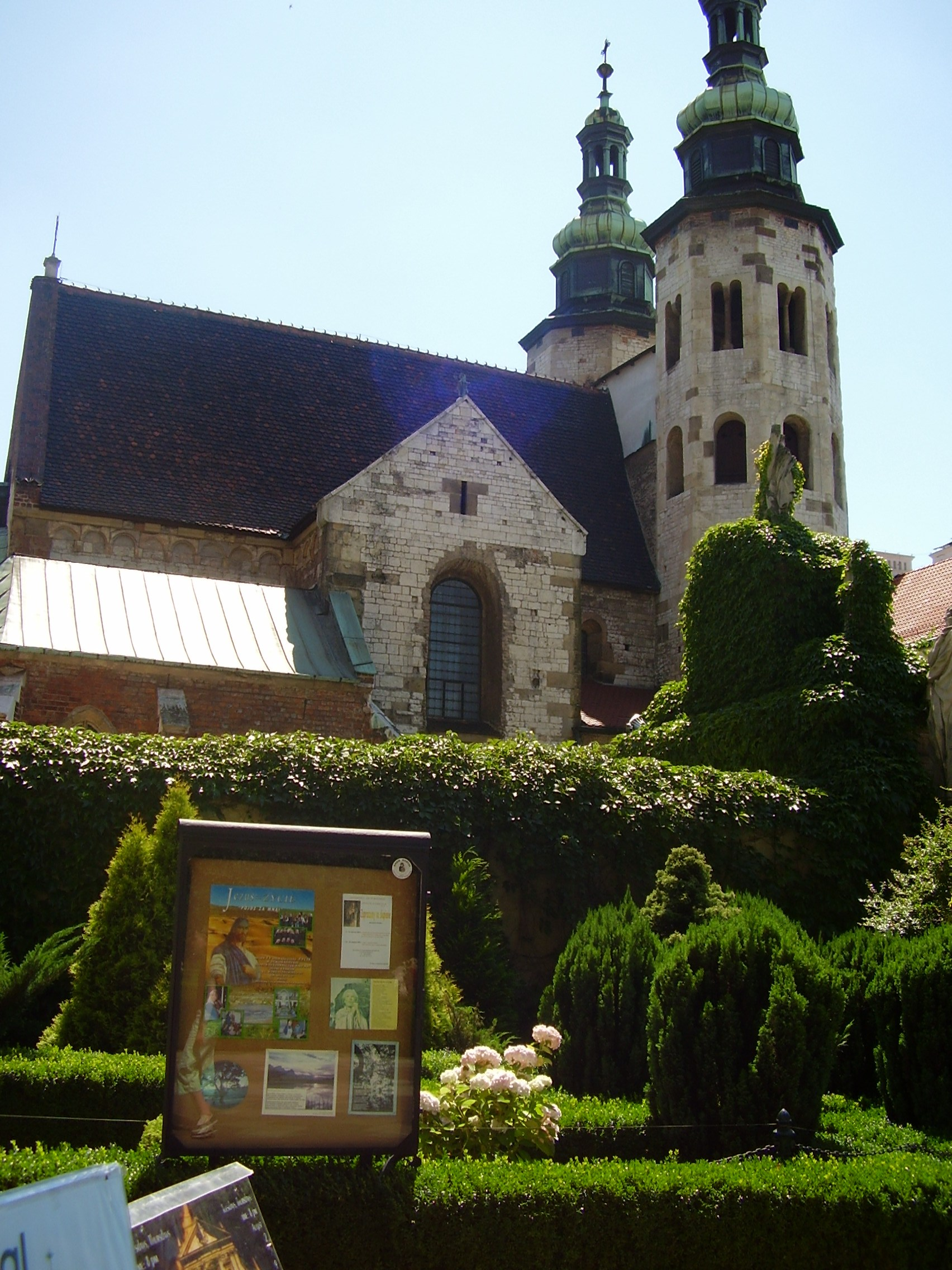
Biserica Sf. Andrei
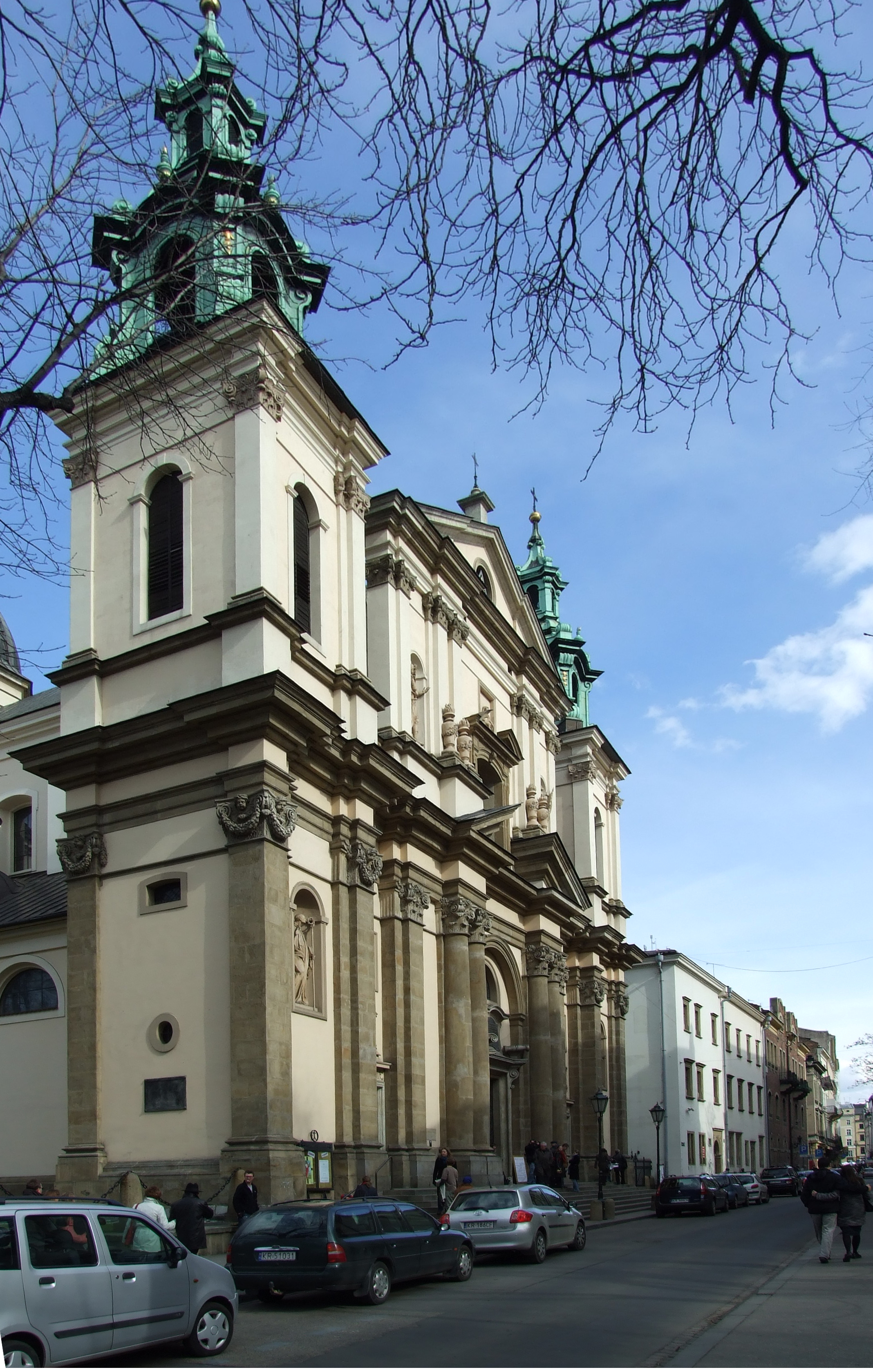
Biserica Sf. Ana
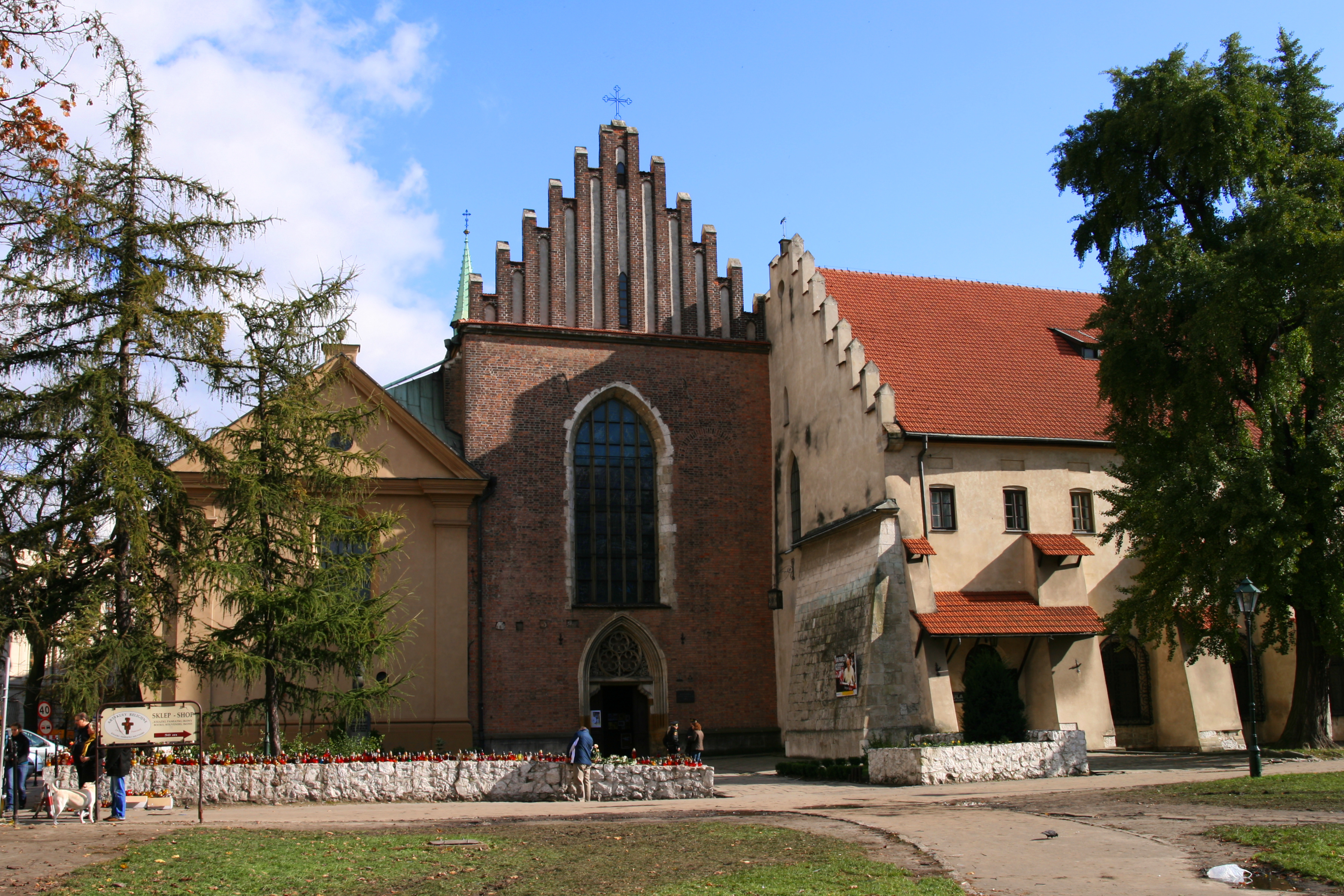
Biserica și Mănăstirea Franciscanilor
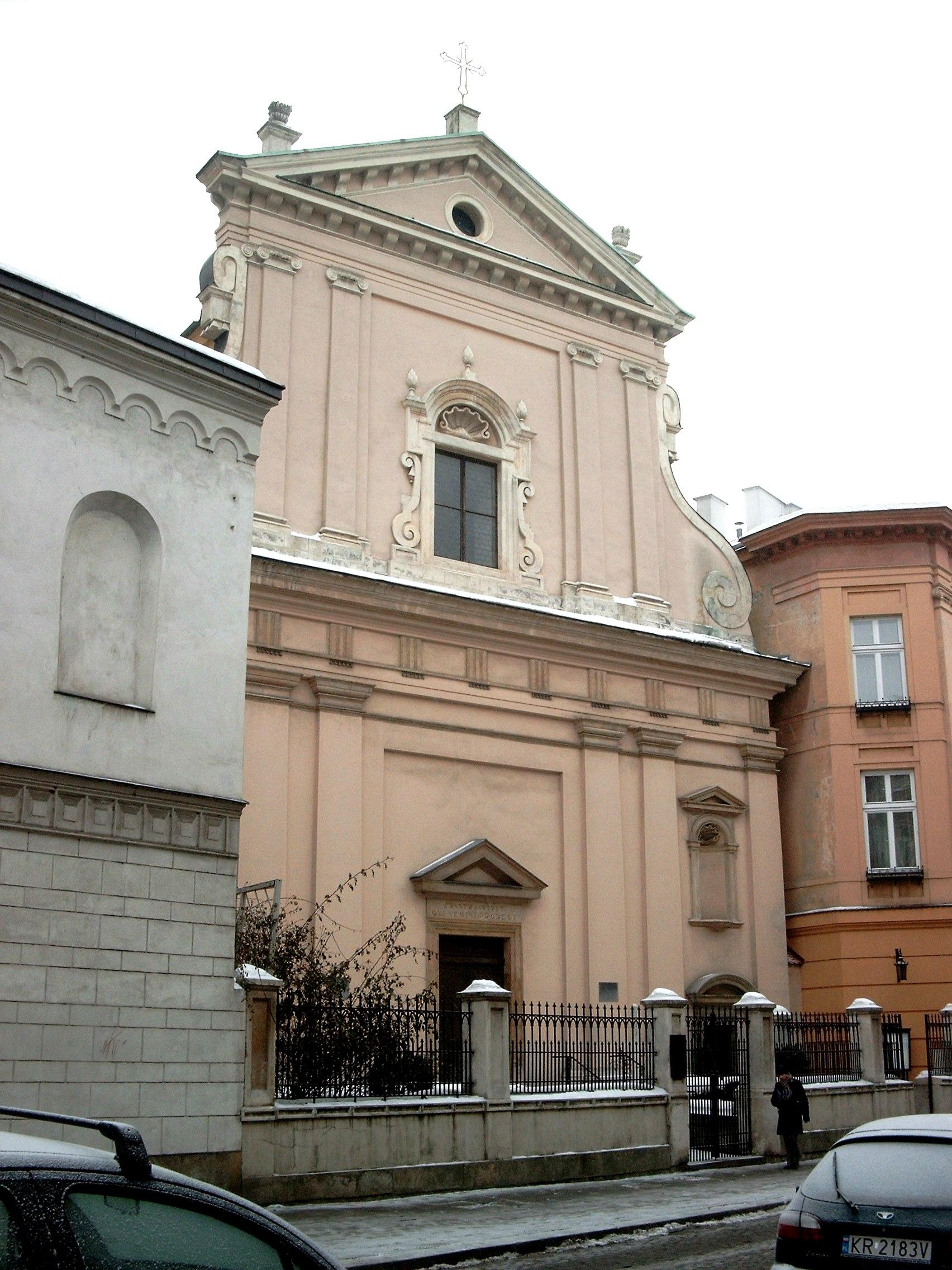
Biserica Sf. Martin
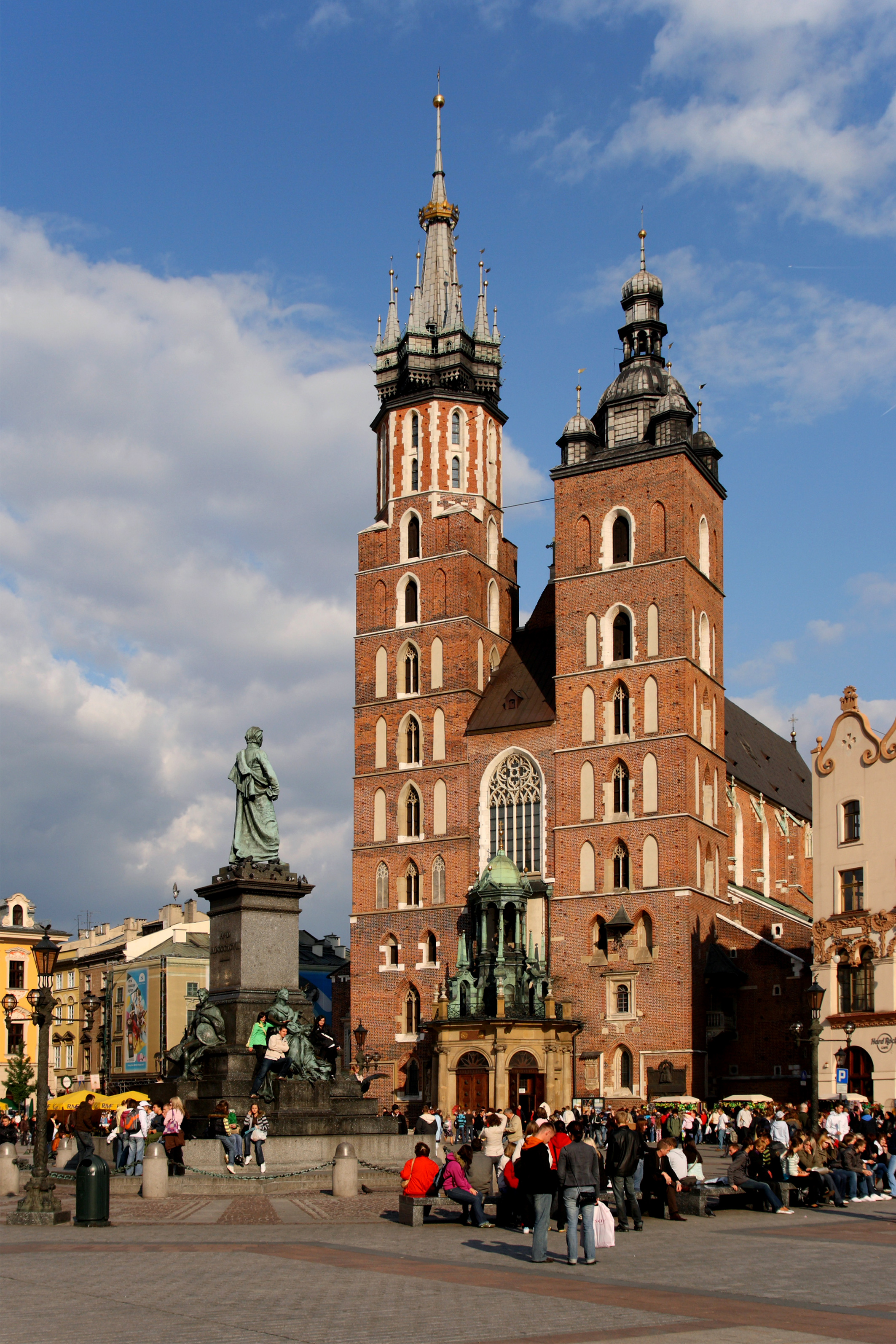
Biserica Sf. Maria
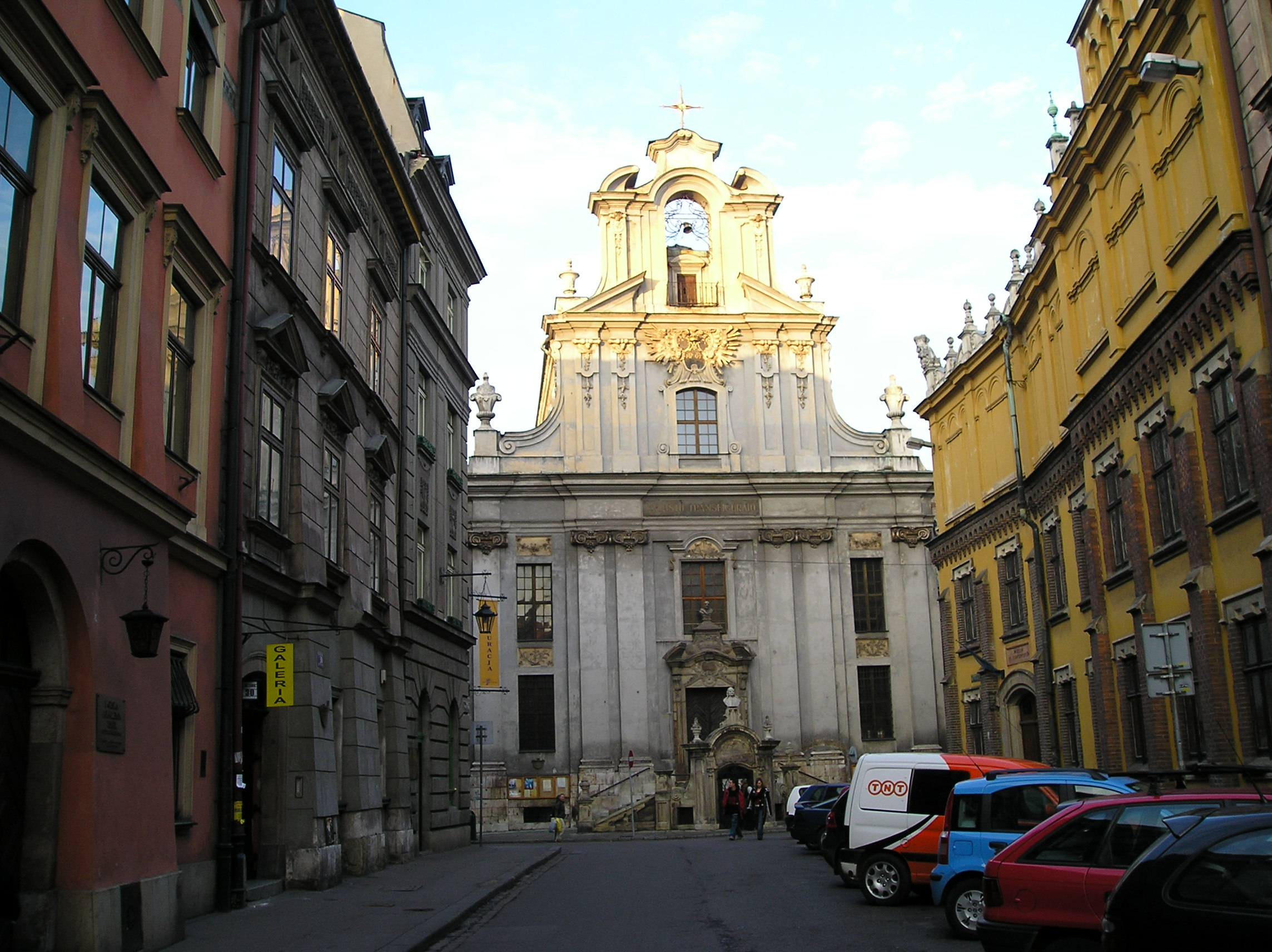
Biserica Piaristă
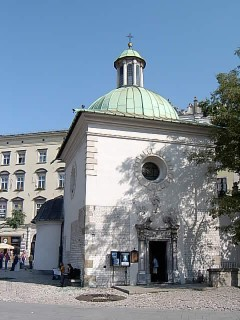
Biserica Sfântul Wojciech
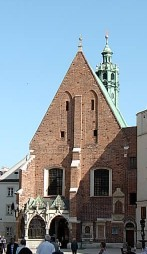
Biserica Sf. Barbara
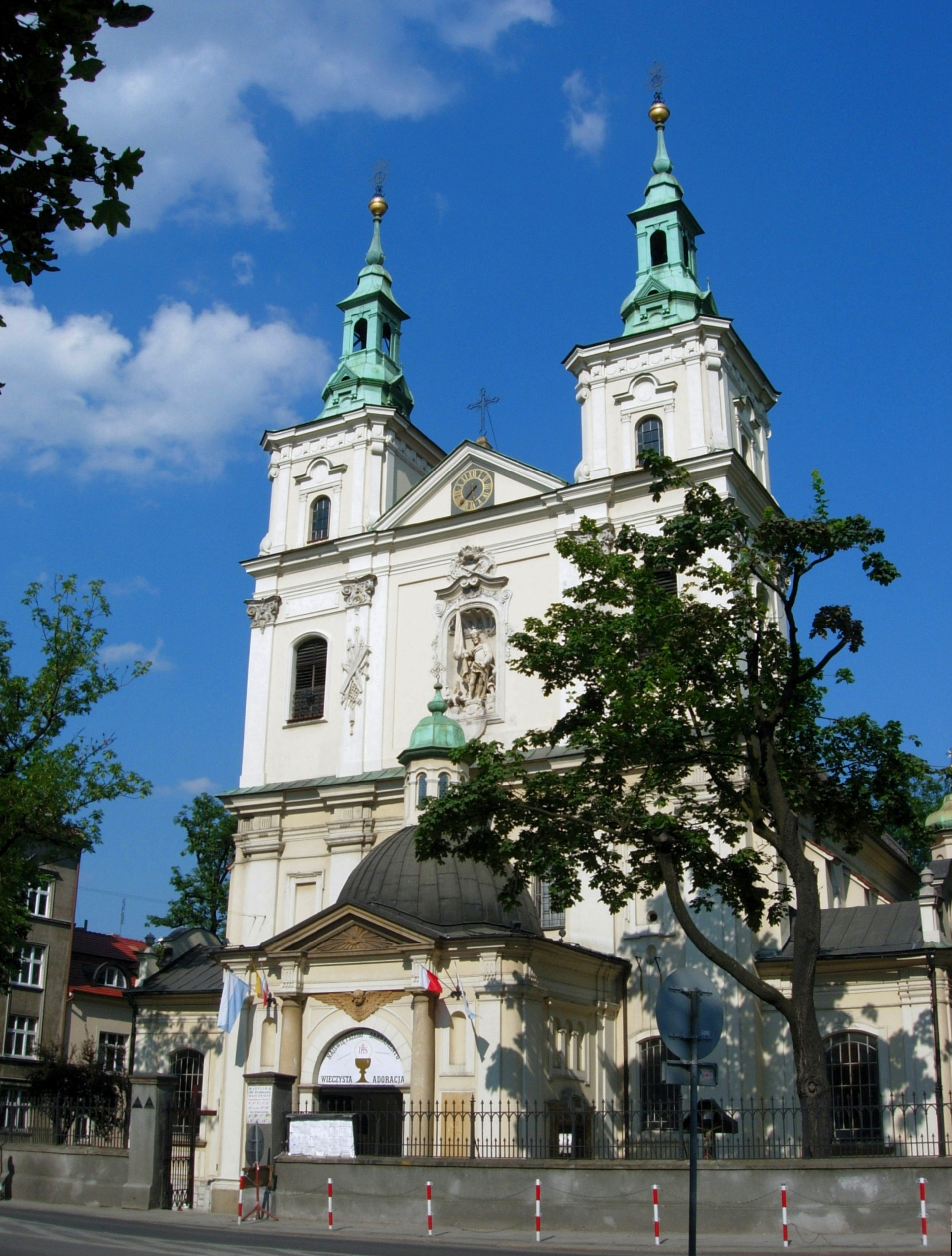
Biserica Sfântul Florian
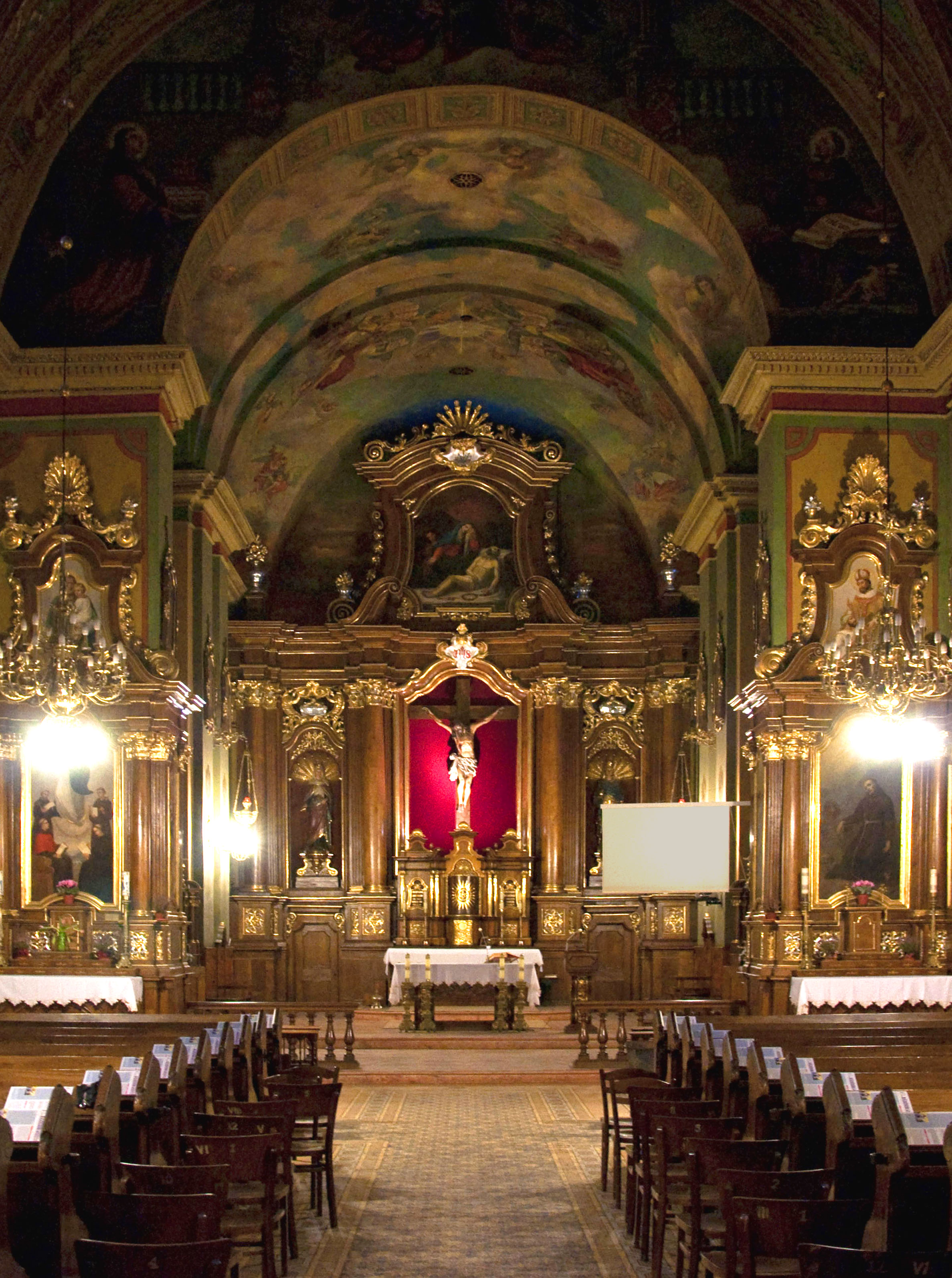
Biserica Sf. Cazimir

#### Sculpturi
Orașul Vechi are o multime de statui din bronz și monumente de marmură. Cea mai remarcabilă este Monumentul lui Adam Mickiewicz situat în Piața Centrală între Biserica Sf. Maria și partea de est a Sukiennice (Hala postăvarilor), care a fost dezvelită cu ocazia centenarului nașterii lui Adam Mickiewicz.
Poetul este înconjurată de patru grupuri mai mici care simbolizează: atria (de pe fațada monumentului de-a lungul străzii Sienna), Știința (spre nord), Curajul (cu fața spre Sukiennice) și Poezia (cu fața spre Biserica Sf. Adalbert, spre sud). Inscripția de pe piedestal este: "Pentru Adam Mickiewicz, Națiunea". Monumentul a fost proiectat de către Teodor Rygier, turnat la Roma, și ceremonial prezentat la 16 iunie 1898.  
Sculptura este parte importantă din panorama Pieței și loc de întâlniri pentru tineri.

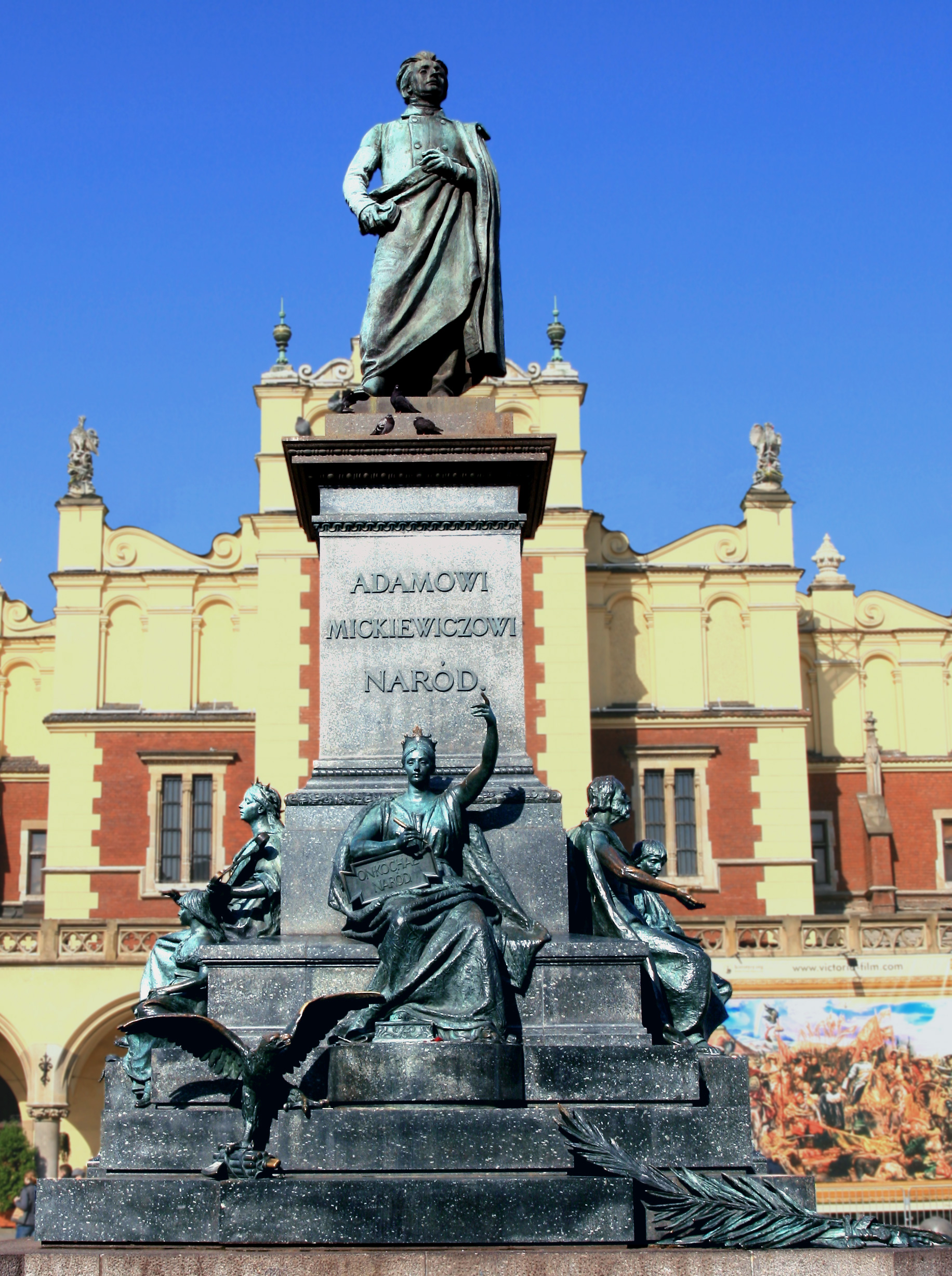
Adam Mickiewicz
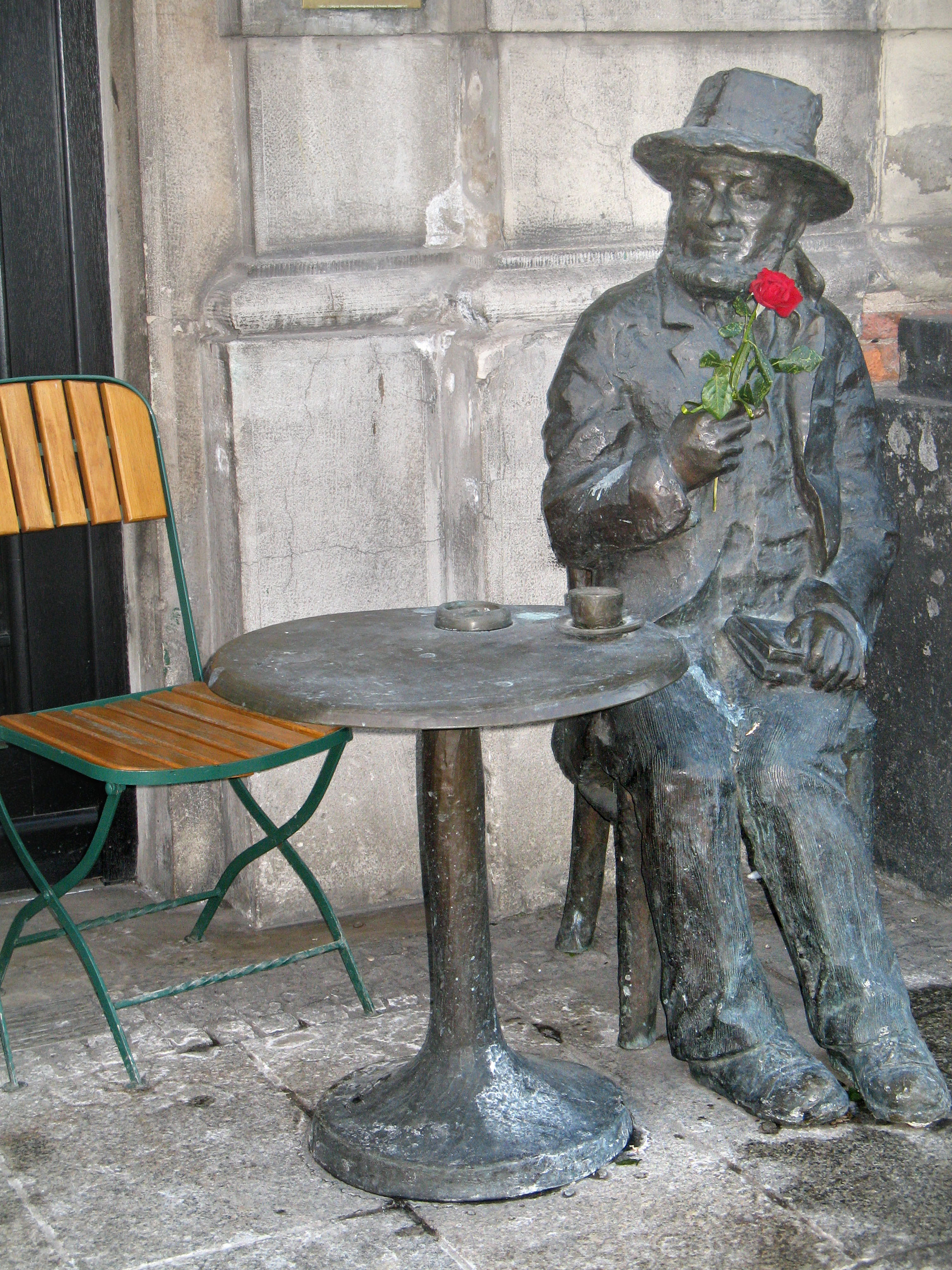
Piotr Skrzynecki
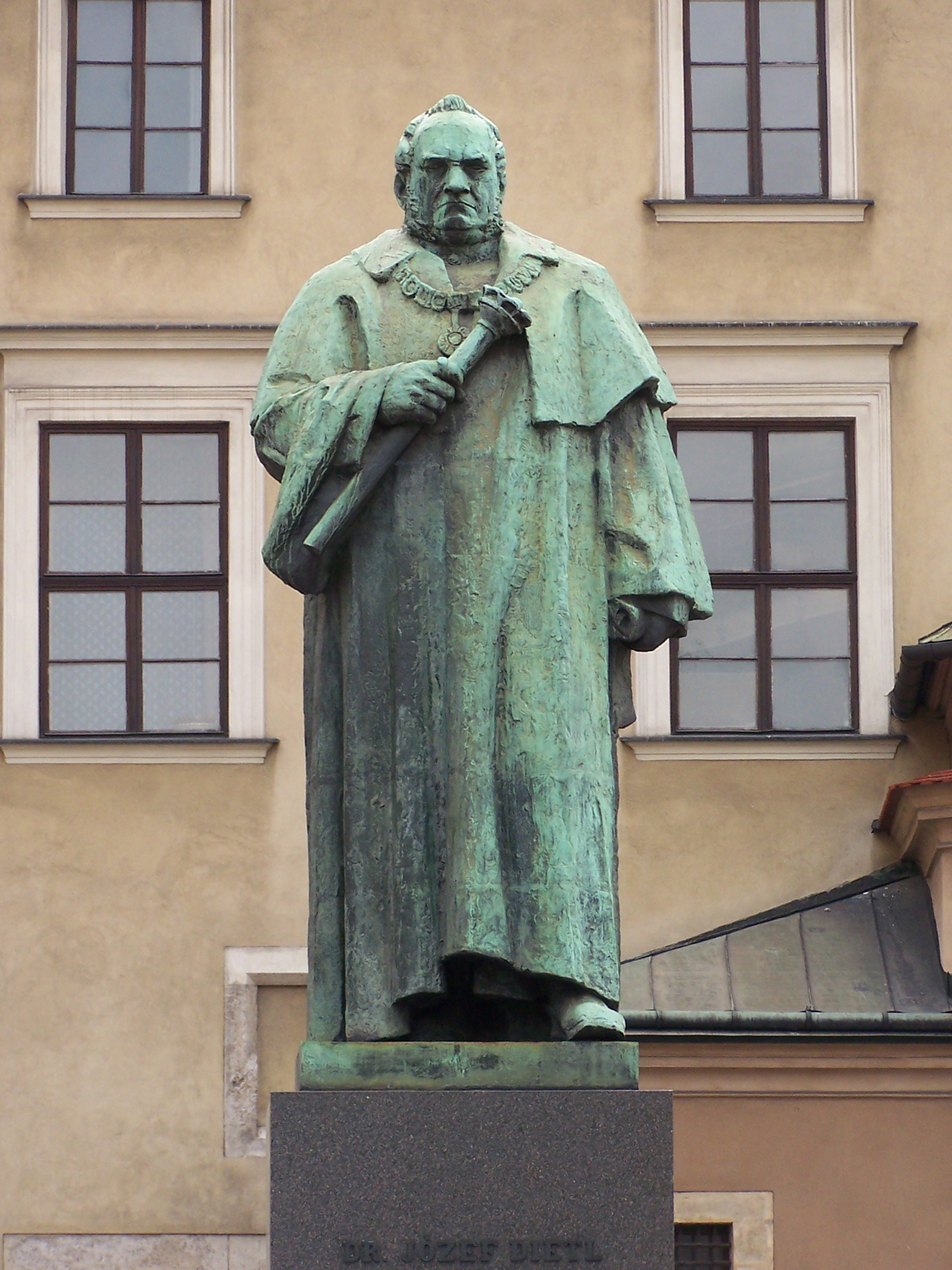
Józef Dietl
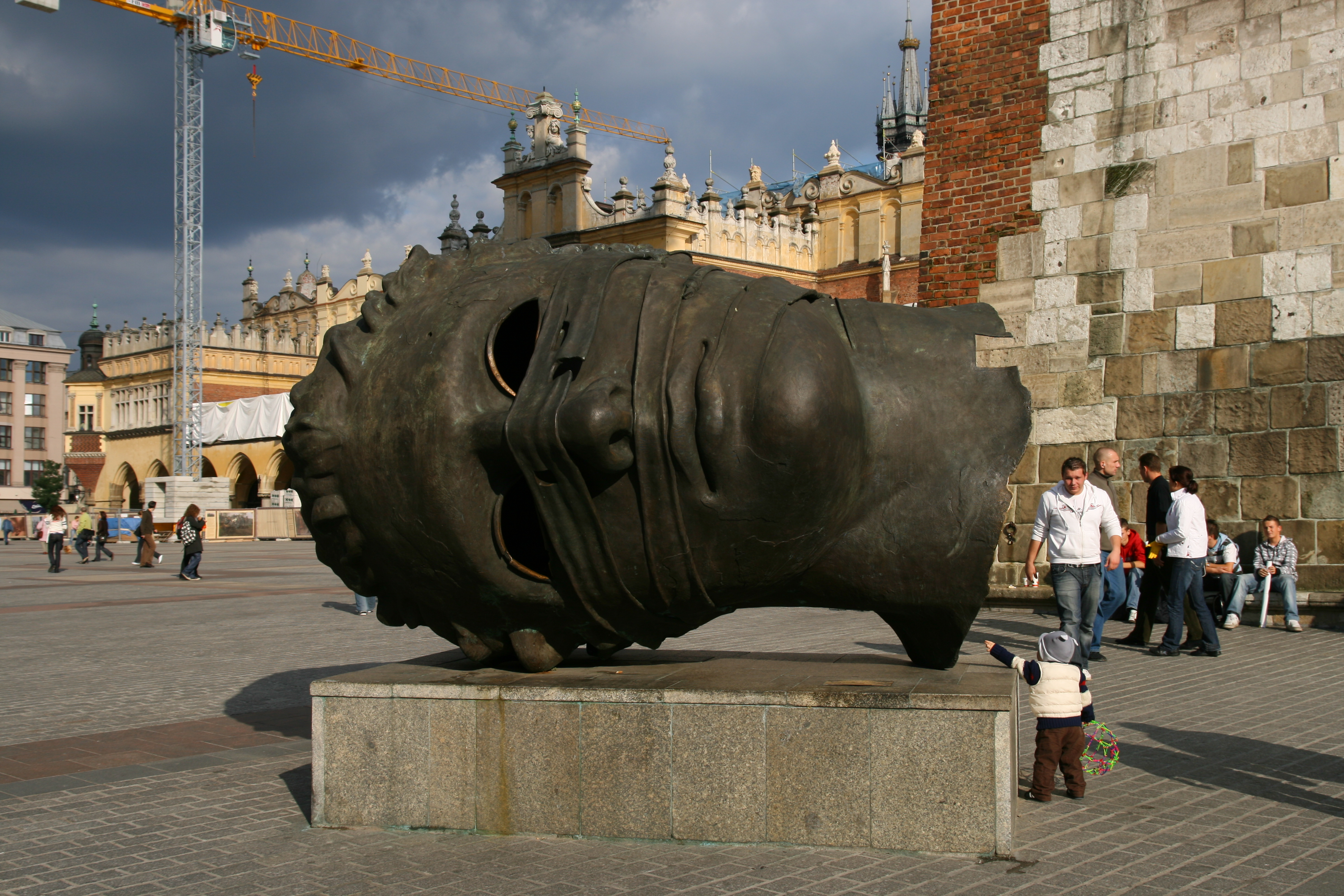
Eros Bendato
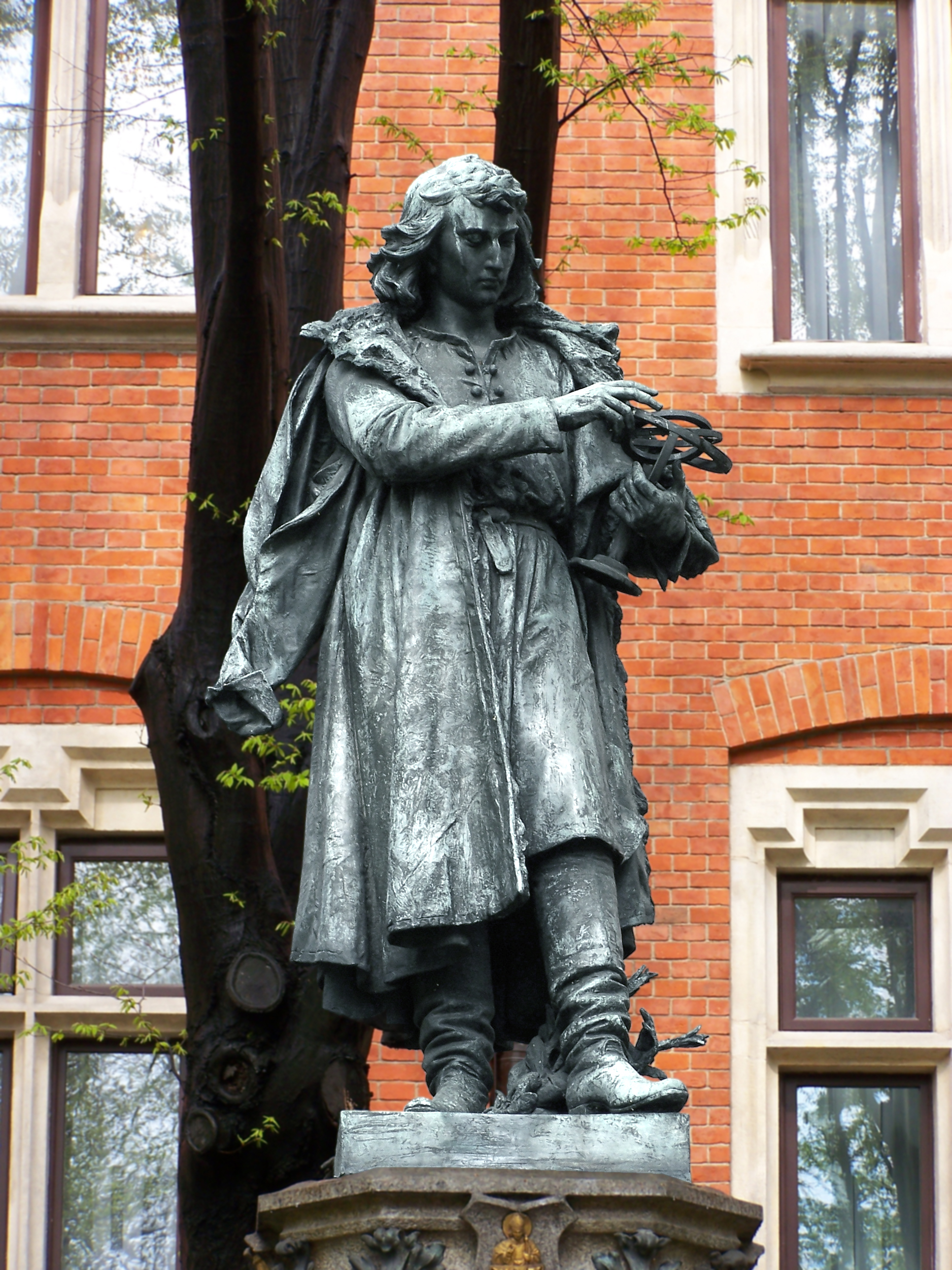
Nicolaus Copernicus
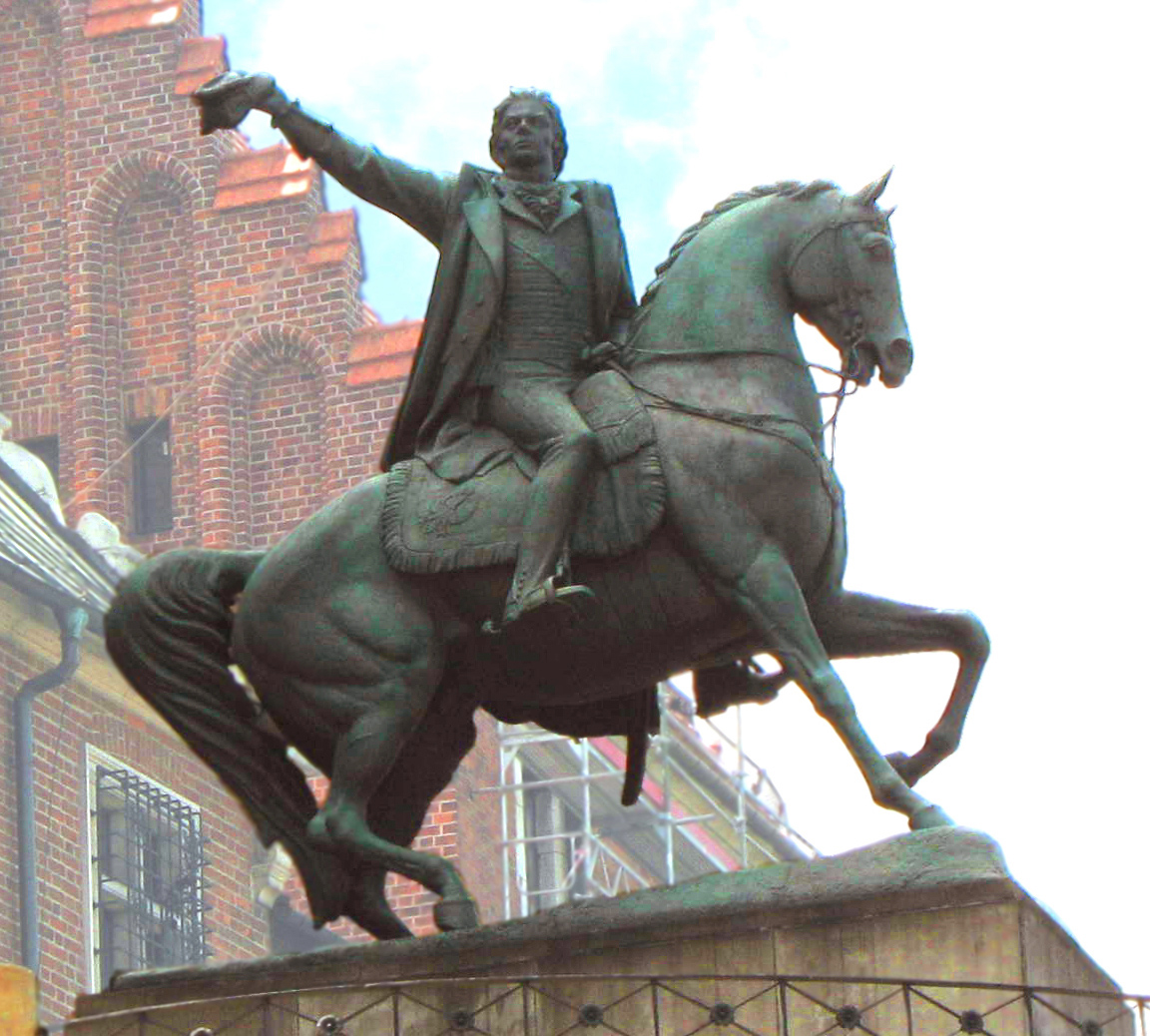
Tadeusz Kościuszko
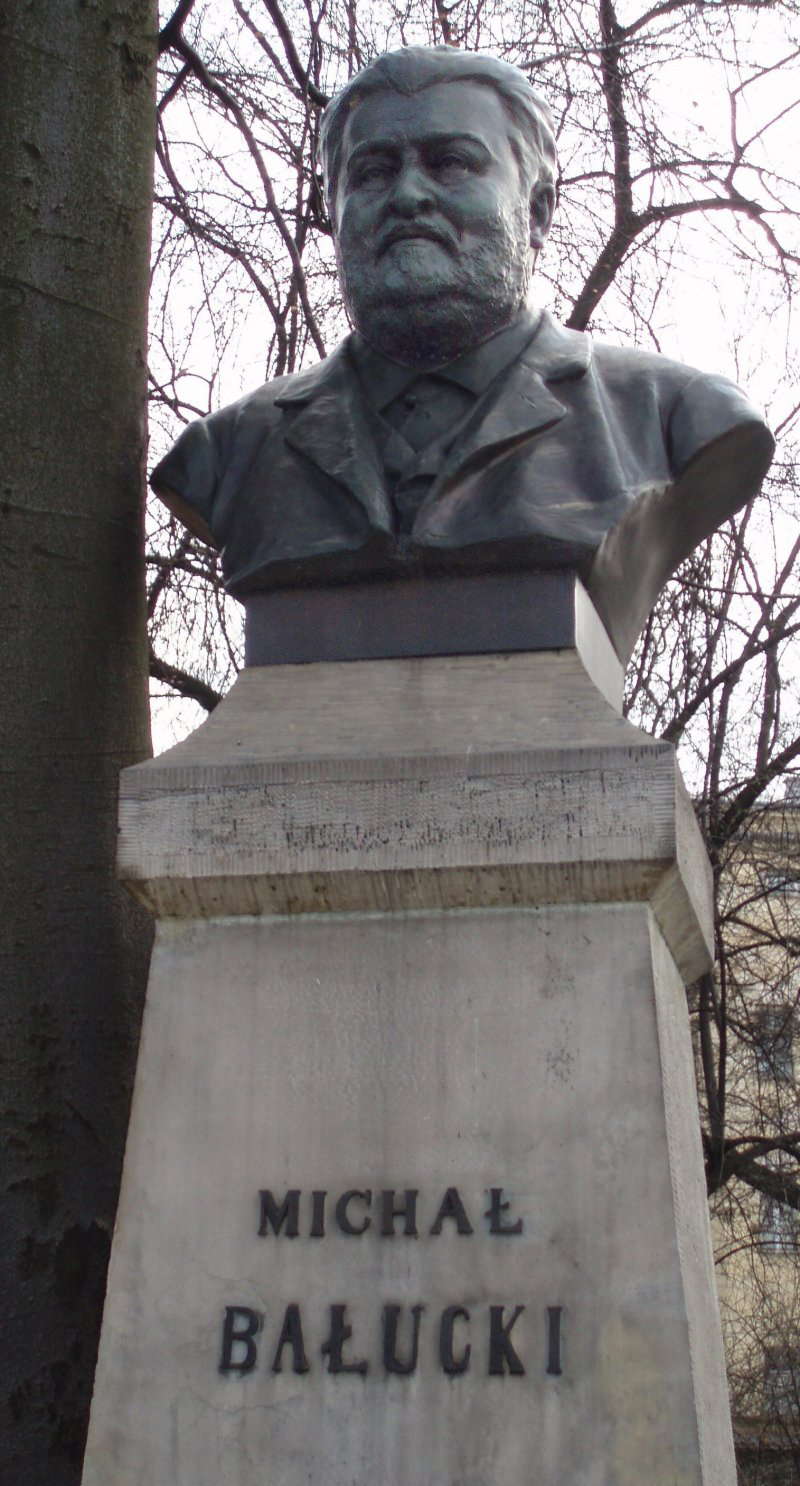
Michal Balucki
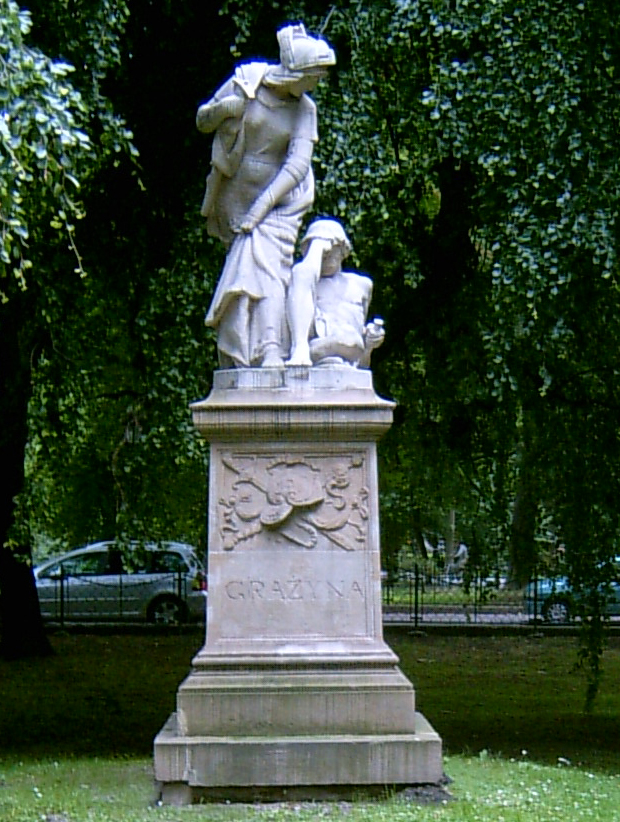
Grażyna
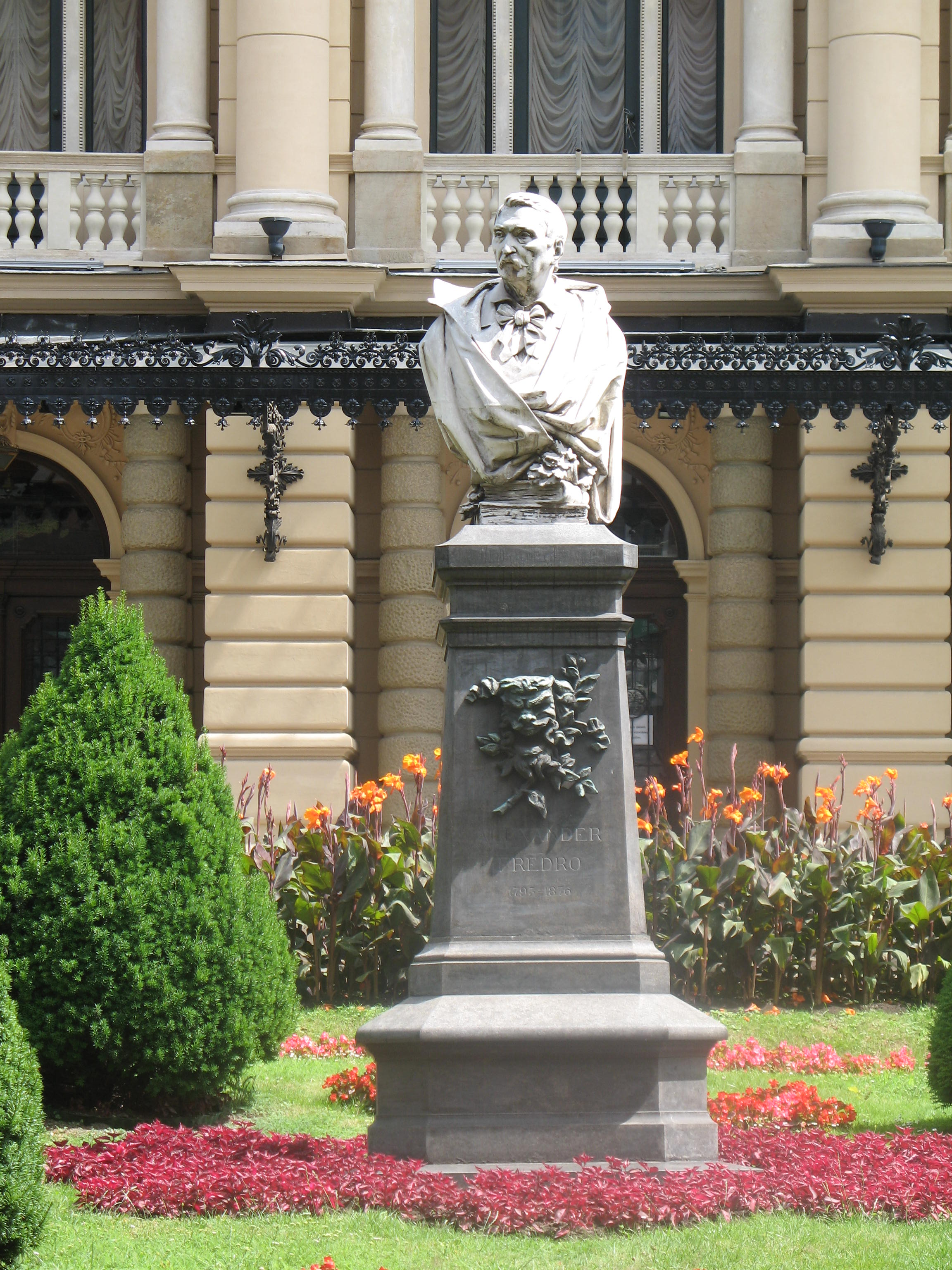
Fredro